# 19. People’s Choice Awards-gála
A 19. People’s Choice Awards-gála az 1992-es év legjobb filmes, televíziós és zenés alakításait értékelte. A díjátadót 1993. március 9-én tartották a kaliforniai Universal Studios Hollywoodban, a műsor házigazdái John Ritter és Jane Seymour voltak. A ceremóniát a CBS televízióadó közvetítette.

## Győztesek és jelöltek
Forrás:
| Az év új tévévígjátéka                                          | Az év női előadója                        |
| --------------------------------------------------------------- | ----------------------------------------- |
| - Megőrülök érted                                               | - Whitney Houston                         |
| Az év vígjátéka                                                 | Az év együttese                           |
| - Reszkessetek, betörők! 2. – Elveszve New Yorkban - Apáca show | - Alabama                                 |
| Az év férfi tévés sztárja                                       | Az év férfi előadója                      |
| - Tim Allen - Házi barkács                                      | - Garth Brooks                            |
| Az év női countryzenésze                                        | Az év női tévés sztárja                   |
| - Reba McEntire                                                 | - Candice Bergen - Murphy Brown           |
| Az év férfi countryzenésze                                      | Az év vígjátékműsora                      |
| - Garth Brooks                                                  | - Házi barkács                            |
| Az év drámaműsora                                               | Az év drámai színésze                     |
| - L.A. Law                                                      | - Kevin Costner - Több mint testőr        |
| Az év drámája                                                   | Az év nappali tévéműsora                  |
| - Egy becsületbeli ügy                                          | - All My Children - Nyughatatlan fiatalok |
| Az év férfi vígjáték-sztárja                                    | Az év drámai színésznője                  |
| - Steve Martin - Jöttem, láttam, beköltöztem                    | - Demi Moore - Egy becsületbeli ügy       |
| Az év dala                                                      | Az év női vígjáték-sztárja                |
| - Whitney Houston - "I Will Always Love You"                    | - Whoopi Goldberg - Apáca show            |
| Az év férfi filmsztárja                                         | Az év női filmsztárja                     |
| - Kevin Costner                                                 | - Whoopi Goldberg                         |
| Az év filmje                                                    | Az év új drámaműsora                      |
| - Egy becsületbeli ügy                                          | - Melrose Place                           |

## Fordítás
- Ez a szócikk részben vagy egészben  a(z)   19th People's Choice Awards című angol Wikipédia-szócikk fordításán alapul.  Az eredeti cikk szerkesztőit annak laptörténete sorolja fel. Ez a jelzés csupán a megfogalmazás eredetét és a szerzői jogokat jelzi, nem szolgál a cikkben szereplő információk forrásmegjelöléseként.